# Biographisches Lexikon zum Dritten Reich
Das Biographische Lexikon zum Dritten Reich ist der Titel eines Nachschlagewerks zum Nationalsozialismus, das durch den Historiker Hermann Weiß herausgegeben wurde und erstmals 1998 im S. Fischer Verlag erschien. Es ist eine weitgehend überarbeitete und erweiterte Version der deutschen Ausgabe von Robert S. Wistrichs Who’s who in Nazi Germany, für dessen Überarbeitung mit dem Titel Wer war wer im Dritten Reich Weiß bereits 1983 verantwortlich zeichnete.

## Inhalt
Auf 502 Seiten werden 566 Personen aufgeführt, die „im öffentlichen Leben des Dritten Reiches eine Rolle spielten“ und „als führende Nationalsozialisten oder weil sie wegen ihrer beruflichen oder anderer Bedeutung in der öffentlichen Meinung präsent waren und willentlich – oder nicht – das Erscheinungsbild des Nationalsozialismus und seines Staates mitbestimmten“. Neben Biografien von Politikern sind auch solche von Künstlern, Generälen, Sportlern, Wissenschaftlern, Theologen und Widerstandskämpfern in das Lexikon aufgenommen. Im Anhang folgen Rangübersichten zur Wehrmacht, SS, Waffen-SS, SA, RAD und Hitlerjugend und ein Verzeichnis der Mitarbeiter. Neben Weiß waren 18 Autoren an der Abfassung der biografischen Artikel beteiligt, die größtenteils Mitarbeiter des Instituts für Zeitgeschichte (IfZ) in München sind oder waren und dafür u. a. dessen Buch- und Dokumentenbestände nutzten.

## Rezensionen
Martin Fiedler lobte auf H-Soz-Kult die sprachliche Überarbeitung, die Straffung und die Erweiterung der Personeneinträge des Lexikons gegenüber seinen älteren Auflagen, kritisierte aber vor allem die Auswahl der Einträge. So seien zum einen vor allem „Macht- und Funktionstraeger aus der zweiten Reihe“, aber auch die Gruppe der Wirtschaftsführer im Lexikon deutlich unterrepräsentiert – beispielhaft weist Fiedler hier auf die fehlenden Biografien von Karl Rasche, Hermann Schmitz, Albert Pietzsch und Friedrich Reinhart hin. Andererseits seien neu hinzugekommene Einträge, wie der zu Stefan George, fragwürdig. Fiedler moniert auch Formulierungen, die auf „geringe Kenntnis oder Sorgfalt“ hinwiesen und bedauert einen geringen wissenschaftlichen Nutzen des Werks durch den „Verzicht auf eine aktualisierte Bibliographie prosopographischer Forschung zum Dritten Reich bzw. auf eine Dokumentation der hauptsächlich benutzten Find- und Hilfsmittel im Anhang“.

## Ausgaben
- Robert S. Wistrich: Wer war wer im Dritten Reich – Anhänger, Mitläufer, Gegner aus Politik, Wirtschaft, Militär, Kunst u. Wissenschaft.  Aus dem Englischen übers. von Joachim Rehork. Harnack, München 1983, ISBN 978-3-88966-004-6. Mehrere Taschenbuchausgaben.

Im Original: Who's who in Nazi Germany.  Weidenfeld and Nicholson, London 1982.
- Hermann Weiß (Hrsg.): Biographisches Lexikon zum Dritten Reich. S. Fischer, Frankfurt am Main 1998, ISBN 3-10-091052-4. Als Taschenbuch
  - Biographisches Lexikon zum Dritten Reich. Fischer-Taschenbuchverlag, Frankfurt am Main 2002, ISBN 3-596-13086-7.
  - Personenlexikon 1933 – 1945. Tosa, Wien 2003. (Lizenz-Ausgabe)
  - Personenlexikon 1933 – 1945. RM-Buch-und-Medien-Vertrieb u. a., Rheda-Wiedenbrück 2003. (Lizenz-Ausgabe)